# Tommaso Fattori
Tommaso Fattori (Foligno, 25 gennaio 1909 – L'Aquila, 6 giugno 1960) è stato un rugbista a 15 e allenatore di rugby a 15 italiano.

## Carriera

### Rugbista
La sua prima esperienza nel rugby risale al 1929, nelle file della S.S. Lazio. Passò poi al Rugby Roma, con il quale vinse i campionati 1934-35 e 1936-37.
Disputò 10 partite con la maglia della Nazionale italiana.
Venne spesso chiesto in prestito dall'Amatori Milano per disputare partite internazionali.

### Allenatore e dirigente
Iniziò la sua carriera di allenatore con un'esperienza a Palermo nel 1935.
Conclusa definitivamente la carriera da giocatore, si trasferì all'Aquila dove guidò la squadra locale, militante nel campionato federale della GIL e con cui raggiunse risultati interessanti.
Nel 1946, sempre all'Aquila, dalle ceneri del precedente sodalizio, fece nascere la Polisportiva L'Aquila Rugby. In soli quattro anni riuscì a portare la compagine neroverde nella massima serie, a conquistare due campionati nazionali giovanili e, nel 1958-59, persino a disputare una finale di serie A.
Tra il 1947 ed il 1949 venne inoltre chiamato nella commissione tecnica della Nazionale.
Una morte prematura gli impedì di vedere i successi prodotti dal suo lavoro.

## Palmarès

### Club
- Campionati italiani: 2
Rugby Roma: 1934-35, 1936-37

### Internazionale
- Bronzo: Torneo FIRA 1936

## Riconoscimenti
- Nel 1936 vinse il concorso Giocatore scelto, titolo riservato agli avanti.
- Lo stadio comunale della città dell'Aquila è intitolato alla sua memoria.